# Kimi no na wa kibō
„Kimi no na wa kibō” (jap. 君の名は希望) – piąty singel japońskiego zespołu Nogizaka46, wydany w Japonii 13 marca 2013 roku przez N46Div..
Singel został wydany w czterech edycjach: regularnej (CD) i trzech CD+DVD (Type-A, Type-B, Type-C). Osiągnął 1 pozycję w rankingu Oricon i pozostał na liście przez 78 tygodni, sprzedał się w nakładzie 319 601 egzemplarzy i zdobył status platynowej płyty.

## Lista utworów
Wszystkie utwory zostały napisane przez Yasushiego Akimoto.

### Type-A
| CD | CD                                                                | CD                 | CD                                | CD      |
| Nr | Tytuł utworu                                                      | Kompozycja         | Aranżacja                         | Długość |
| -- | ----------------------------------------------------------------- | ------------------ | --------------------------------- | ------- |
| 1. | „Kimi no na wa kibō” (jap. 君の名は希望)                          | Katsuhiko Sugiyama | Katsuhiko Sugiyama, Tatsurō Ariki | 5:25    |
| 2. | „Shakiism” (jap. シャキイズム)                                    | Kensuke Okamoto    | Kensuke Okamoto                   | 4:12    |
| 3. | „Romantic ikayaki” (jap. ロマンティックいか焼き)                  | Kensuke Yoko       | Ryōsuke Shigenaga                 | 4:29    |
| 4. | „Kimi no na wa kibō” (jap. 君の名は希望) (off vocal ver.)         | Katsuhiko Sugiyama | Katsuhiko Sugiyama, Tatsurō Ariki | 5:25    |
| 5. | „Shakiism” (jap. シャキイズム) (off vocal ver.)                   | Kensuke Okamoto    | Kensuke Okamoto                   | 4:12    |
| 6. | „Romantic ikayaki” (jap. ロマンティックいか焼き) (off vocal ver.) | Kensuke Yoko       | Ryōsuke Shigenaga                 | 4:29    |

| DVD | DVD                                                                  | DVD     |
| Nr  | Tytuł utworu                                                         | Długość |
| --- | -------------------------------------------------------------------- | ------- |
| 1.  | „Kimi no na wa kibō -MUSIC VIDEO-” (jap. 君の名は希望 -MUSIC VIDEO-) | 25:13   |
| 2.  | „Shakiism -MUSIC VIDEO-” (jap. シャキイズム -MUSIC VIDEO-)           | 5:30    |
| 3.  | „Ikoma Rina x Seki Kazuaki” (jap. 生駒里奈×関和亮)                   | 2:34    |
| 4.  | „Ichiki Rena x Yamagishi Santa” (jap. 市來玲奈×山岸聖太)             | 5:06    |
| 5.  | „Itō Nene x Yamamoto Wataru” (jap. 伊藤寧々×山本ワタル)              | 3:21    |
| 6.  | „Itō Marika x Fukushima Maki” (jap. 伊藤万理華×福島真希)             | 5:07    |
| 7.  | „Etō Misa x Kuroyanagi Keisuke” (jap. 衛藤美彩×畔柳恵輔)             | 5:02    |
| 8.  | „Kawago Hina x Satō Yūichirō” (jap. 川後陽菜×佐藤有一郎)             | 5:06    |
| 9.  | „Shiraishi Mai x Morita Ippei” (jap. 白石麻衣×森田一平)              | 3:00    |
| 10. | „Takayama Kazumi x Kaneko Shigeki” (jap. 高山一実×金子茂樹)          | 3:13    |
| 11. | „Higuchi Hina x Horanai Hiroki” (jap. 樋口日奈×洞内広樹)             | 5:06    |
| 12. | „Miyazawa Seira x Morita Ryō” (jap. 宮澤成良×森田亮)                 | 3:23    |
| 13. | „Wakatsuki Yumi x Uchimura Hiroyuki” (jap. 若月佑美×内村宏幸)        | 7:06    |

### Type-B
| CD | CD                                                          | CD                 | CD                                | CD      |
| Nr | Tytuł utworu                                                | Kompozycja         | Aranżacja                         | Długość |
| -- | ----------------------------------------------------------- | ------------------ | --------------------------------- | ------- |
| 1. | „Kimi no na wa kibō” (jap. 君の名は希望)                    | Katsuhiko Sugiyama | Katsuhiko Sugiyama, Tatsurō Ariki | 5:25    |
| 2. | „Shakiism” (jap. シャキイズム)                              | Kensuke Okamoto    | Kensuke Okamoto                   | 4:12    |
| 3. | „13-nichi no kin'yōbi” (jap. 13日の金曜日)                  | Naonobu Amimoto    | Atsushi Yuasa                     | 3:42    |
| 4. | „Kimi no na wa kibō” (jap. 君の名は希望) (off vocal ver.)   | Katsuhiko Sugiyama | Katsuhiko Sugiyama, Tatsurō Ariki | 5:25    |
| 5. | „Shakiism” (jap. シャキイズム) (off vocal ver.)             | Kensuke Okamoto    | Kensuke Okamoto                   | 4:12    |
| 6. | „13-nichi no kin'yōbi” (jap. 13日の金曜日) (off vocal ver.) | Naonobu Amimoto    | Atsushi Yuasa                     | 3:42    |

| DVD | DVD                                                                                      | DVD     |
| Nr  | Tytuł utworu                                                                             | Długość |
| --- | ---------------------------------------------------------------------------------------- | ------- |
| 1.  | „Kimi no na wa kibō -MUSIC VIDEO-” (jap. 君の名は希望 -MUSIC VIDEO-)                     | 25:13   |
| 2.  | „13-nichi no kin'yōbi -MUSIC VIDEO-” (jap. 13日の金曜日 -MUSIC VIDEO-)                   | 5:22    |
| 3.  | „Ikuta Erika x Aoyama Yuki” (jap. 生田絵梨花×青山裕企)                                   | 5:02    |
| 4.  | „Inoue Sayuri x Kayasuga Tsubasa” (jap. 井上小百合×栢菅翼)                               | 3:11    |
| 5.  | „Kashiwa Yukina x Ikeda Kazuma” (jap. 柏幸奈×池田一真)                                   | 4:53    |
| 6.  | „Saitō Asuka x Hagiuda Kōji” (jap. 齋藤飛鳥×萩生田宏治)                                  | 5:05    |
| 7.  | „Saitō Chiharu x Ohashi Yoshimasa” (jap. 斎藤ちはる×大橋祥正)                            | 5:07    |
| 8.  | „Saitō Yūri x Takano Chisa” (jap. 斉藤優里×高野千紗)                                     | 5:05    |
| 9.  | „Sakurai Reika x Nakamura Taikō” (jap. 桜井玲香×中村太洸)                                | 3:52    |
| 10. | „Nagashima Seira x Mizumoto Taishi” (jap. 永島聖羅×水元泰嗣)                             | 3:37    |
| 11. | „Hashimoto Nanami x Yuasa Hiroaki” (jap. 橋本奈々未×湯浅弘章)                            | 5:05    |
| 12. | „Fukagawa Mai x Okagawa Tarō” (jap. 深川麻衣×岡川太郎)                                   | 3:52    |
| 13. | „Wada Maaya x Ishii Takahide + KAI (Tangent)” (jap. 和田まあや×石井貴英＋KAI（Tangent）) | 5:04    |

### Type-C
| CD | CD                                                        | CD                  | CD                                | CD      |
| Nr | Tytuł utworu                                              | Kompozycja          | Aranżacja                         | Długość |
| -- | --------------------------------------------------------- | ------------------- | --------------------------------- | ------- |
| 1. | „Kimi no na wa kibō” (jap. 君の名は希望)                  | Katsuhiko Sugiyama  | Katsuhiko Sugiyama, Tatsurō Ariki | 5:25    |
| 2. | „Shakiism” (jap. シャキイズム)                            | Kensuke Okamoto     | Kensuke Okamoto                   | 4:12    |
| 3. | „Dekopin” (jap. でこぴん)                                 | Tomohiro Nakatsuchi | Tomohiro Nakatsuchi               | 4:42    |
| 4. | „Kimi no na wa kibō” (jap. 君の名は希望) (off vocal ver.) | Katsuhiko Sugiyama  | Katsuhiko Sugiyama, Tatsurō Ariki | 5:25    |
| 5. | „Shakiism” (jap. シャキイズム) (off vocal ver.)           | Kensuke Okamoto     | Kensuke Okamoto                   | 4:12    |
| 6. | „Dekopin” (jap. でこぴん) (off vocal ver.)                | Tomohiro Nakatsuchi | Tomohiro Nakatsuchi               | 4:42    |

| DVD | DVD                                                                  | DVD     |
| Nr  | Tytuł utworu                                                         | Długość |
| --- | -------------------------------------------------------------------- | ------- |
| 1.  | „Kimi no na wa kibō -MUSIC VIDEO-” (jap. 君の名は希望 -MUSIC VIDEO-) | 25:13   |
| 2.  | „Dekopin -MUSIC VIDEO-” (jap. でこぴん -MUSIC VIDEO-)                | 4:54    |
| 3.  | „Akimoto Manatsu x Flash Harry” (jap. 秋元真夏×フラッシュハリー)     | 3:05    |
| 4.  | „Andō Mikumo x Kitajima Takeki” (jap. 安藤美雲×北島武樹)             | 5:04    |
| 5.  | „Kawamura Mahiro x Okudaira Isao” (jap. 川村真洋×奥平功)             | 2:52    |
| 6.  | „Nakada Kana x Kondō Daisuke” (jap. 中田花奈×近藤大介)               | 5:02    |
| 7.  | „Nakamoto Himeka x Fukui Hideaki” (jap. 中元日芽香×福居英晃)         | 3:18    |
| 8.  | „Nishino Nanase x Moriya Fumio” (jap. 西野七瀬×守屋文雄)             | 5:55    |
| 9.  | „Nōjo Ami x Nagao Makoto” (jap. 能條愛未×長尾真)                     | 5:58    |
| 10. | „Hatanaka Seira x Totsuka Fujimaru” (jap. 畠中清羅×戸塚富士丸)       | 4:07    |
| 11. | „Hoshino Minami x Hayashi Takayuki” (jap. 星野みなみ×林隆行)         | 5:05    |
| 12. | „Matsumura Sayuri x Tsuda Daisuke” (jap. 松村沙友理×津田大介)        | 4:54    |
| 13. | „Yamato Rina x Murayama Kazuya” (jap. 大和里菜×村山和也)             | 5:50    |

### Edycja regularna
| CD | CD                                                                        | CD                                | CD                                | CD      |
| Nr | Tytuł utworu                                                              | Kompozycja                        | Aranżacja                         | Długość |
| -- | ------------------------------------------------------------------------- | --------------------------------- | --------------------------------- | ------- |
| 1. | „Kimi no na wa kibō” (jap. 君の名は希望)                                  | Katsuhiko Sugiyama                | Katsuhiko Sugiyama, Tatsurō Ariki | 5:25    |
| 2. | „Shakiism” (jap. シャキイズム)                                            | Kensuke Okamoto                   | Kensuke Okamoto                   | 4:12    |
| 3. | „Psychokinesis no kanōsei” (jap. サイコキネシスの可能性)                  | Katsuhiko Sugiyama, Shinquo Ogura | Seiichi Kyōda                     | 4:00    |
| 4. | „Kimi no na wa kibō” (jap. 君の名は希望) (off vocal ver.)                 | Katsuhiko Sugiyama                | Katsuhiko Sugiyama, Tatsurō Ariki | 5:25    |
| 5. | „Shakiism” (jap. シャキイズム) (off vocal ver.)                           | Kensuke Okamoto                   | Kensuke Okamoto                   | 4:12    |
| 6. | „Psychokinesis no kanōsei” (jap. サイコキネシスの可能性) (off vocal ver.) | Katsuhiko Sugiyama, Shinquo Ogura | Seiichi Kyōda                     | 4:00    |

## Skład zespołu
| „Kimi no na wa kibō” |
| --- |
| - 1. gen.: Manatsu Akimoto, Erika Ikuta, Rina Ikoma (środek), Nene Itō, Sayuri Inoue, Reika Sakurai, Mai Shiraishi, Kazumi Takayama, Seira Nagashima, Kana Nakada, Nanase Nishino, Nanami Hashimoto, Mai Fukagawa, Minami Hoshino, Sayuri Matsumura, Yumi Wakatsuki |

| „Shakiism” |
| --- |
| - 1. gen.: Manatsu Akimoto, Erika Ikuta, Rina Ikoma (środek), Nene Itō, Sayuri Inoue, Reika Sakurai, Mai Shiraishi, Kazumi Takayama, Seira Nagashima, Kana Nakada, Nanase Nishino, Nanami Hashimoto, Mai Fukagawa, Minami Hoshino, Sayuri Matsumura, Yumi Wakatsuki |

| „Romantic ikayaki” |
| --- |
| - 1. gen.: Manatsu Akimoto, Erika Ikuta, Rina Ikoma (środek), Nene Itō, Sayuri Inoue, Reika Sakurai, Mai Shiraishi, Kazumi Takayama, Seira Nagashima, Kana Nakada, Nanase Nishino, Nanami Hashimoto, Mai Fukagawa, Minami Hoshino, Sayuri Matsumura, Yumi Wakatsuki |

| „13-nichi no kin'yōbi” |
| --- |
| - 1. gen.: Mikumo Andō, Rena Ichiki, Marika Itō, Misa Etō, Yukina Kashiwa, Hina Kawago, Mahiro Kawamura, Asuka Saitō, Chiharu Saitō, Yūri Saitō (środek), Himeka Nakamoto, Ami Nōjo, Seira Hatanaka, Hina Higuchi, Seira Miyazawa, Rina Yamato, Maaya Wada |

| „Dekopin”                                                                                   |
| ------------------------------------------------------------------------------------------- |
| - 1. gen.: Mai Shiraishi, Kazumi Takayama, Nanami Hashimoto, Mai Fukagawa, Sayuri Matsumura |

| „Psychokinesis no kanōsei” |
| --- |
| - 1. gen.: Manatsu Akimoto, Nene Itō, Sayuri Inoue, Reika Sakurai, Seira Nagashima, Kana Nakada, Nanase Nishino, Yumi Wakatsuki |

## Notowania
| Lista                              | Pozycja |
| ---------------------------------- | ------- |
| Oricon Weekly Singles Chart        | 1       |
| Oricon Yearly Singles Chart (2013) | 22      |
| Billboard Japan Hot 100            | 3       |
| Billboard Japan Hot Singles Sales  | 2       |